# 朱色
朱色（しゅいろ、しゅしょく、しゅういろ）は色の一つで、朱肉のような、やや黄を帯びた赤色について呼ばれる。
日本や中国の伝統色名であり、単に朱（しゅ）ともいう。暖色の1つ。
JIS慣用色名では、「あざやかな黄みの赤」（略号：vv-YR）と定義している。

## 真朱

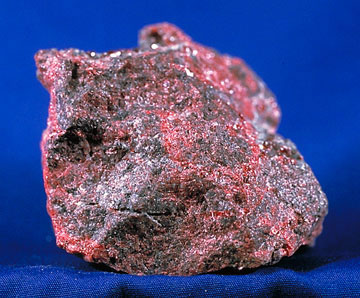
辰砂（cinnabar）

朱色とは元来は天然赤色顔料辰砂の色であり、色名としての朱色は本来この色をさす。しかし、後に硫黄と水銀から人工顔料の銀朱（バーミリオン）が作られたため、天然顔料としての朱の色であることを強調する場合には真朱（しんしゅ）・本朱（ほんしゅ）という。朱肉にも古くは真朱が用いられていた。
銀朱よりも赤みの強い深い色合いである。

## 銀朱

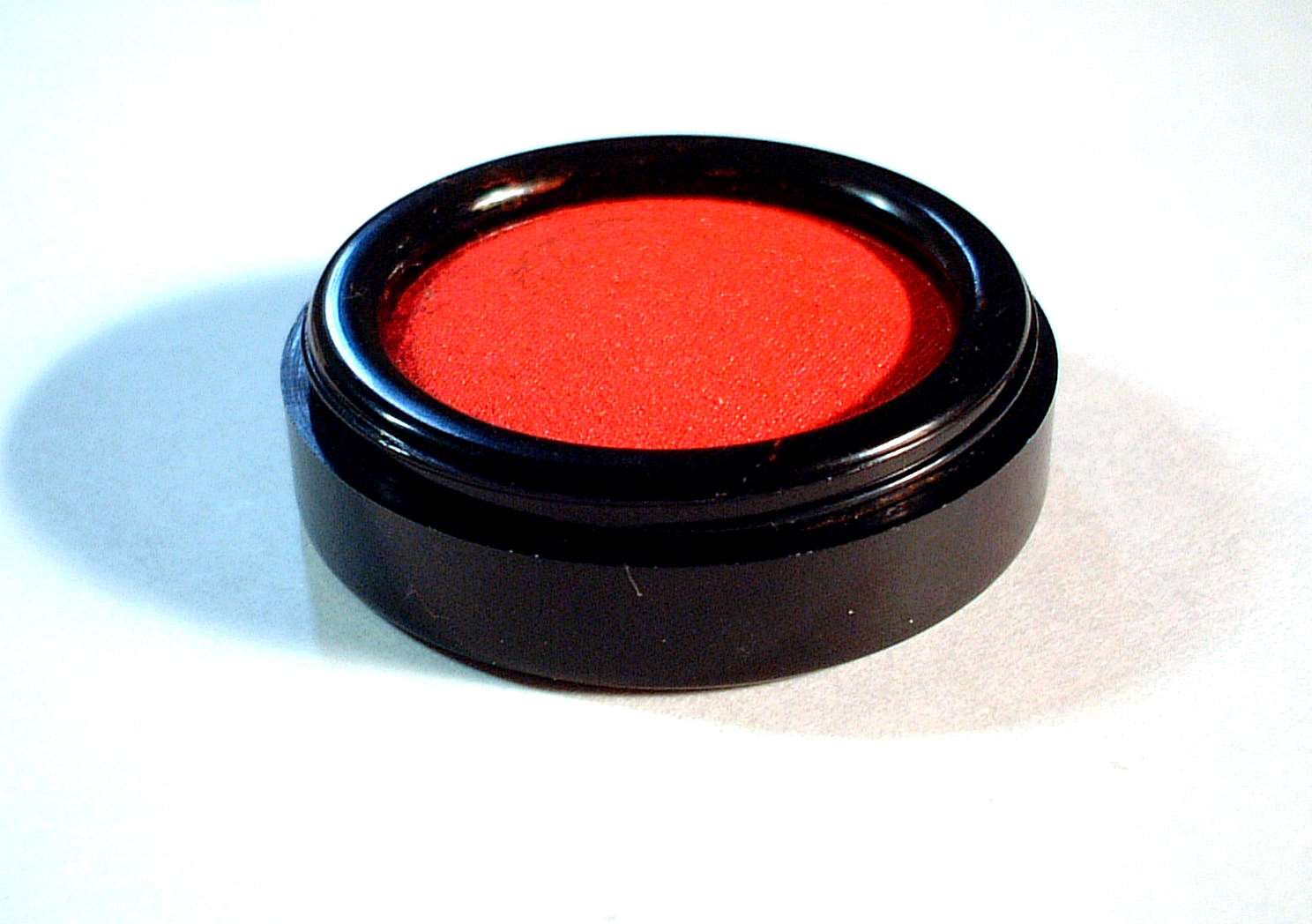
朱肉

天然顔料本来の色である真朱に対して、硫黄と水銀から人工的に作られた化合物としての硫化水銀(II)HgSの色を銀朱（ぎんしゅ）という。英語ではバーミリオン（ヴァーミリオン、Vermilion）とよばれ、一般的にはこちらのほうがよく知られる。また、現在「朱」とよばれる顔料も多くはこの色をしており、単に朱色といった場合もこちらの色合いをさす場合がある。朱肉の多くもこの色をしている。
真朱よりは黄色味の強い鮮やかな色である。

## シナバー
辰砂の英訳であるシナバー（cinnabar）が色名として用いられることがあるが、その色合いは実際には銀朱に近いか、さらに鮮やかなオレンジ色であることが多い。

## 物体色としての朱色
JIS慣用色名に、朱色およびバーミリオンが定義されている。これらは同じ色として扱われており、真朱と銀朱の中庸的な色合いである。

## 朱の色料

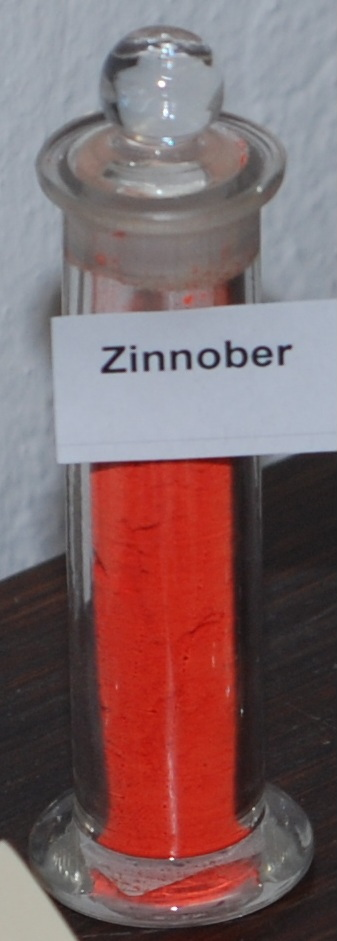
Vermilion, historical dye collection, Technical University of Dresden, Germany

顕色材として用いられる赤色硫化水銀のことである。ただし、結果「朱色」を呈する色料はさまざまある。
近年環境保護のため、水銀などの重金属を使用した顔料の製造が規制され、絵具のバーミリオンは多くが市場から消えてしまった。現在同名で発売されている絵具の多くは硫化水銀ではなく、有機顔料であり、本来の朱とは程遠い色である。
現在も、文化財の補修用などとして、リサイクルされた水銀から少量の銀朱が生産されている。
詳しくは赤#赤の色料、硫化水銀を参照

## 近似色
- 赤
- 橙色
- オレンジ色
- 茜色
- ピュース

## 応用例
- 御朱印帳
- 朱肉